# 諫早市立北諫早中学校
諫早市立北諫早中学校（いさはやしりつ きたいさはやちゅうがっこう）は、長崎県諫早市城見町にある公立中学校。

## 概要
歴史
1947年（昭和22年）の学制改革で発足した新制中学校。2017年（平成29年）に創立70周年を迎える。
校訓
「自立、友愛、努力」
校章
中央に「中」の文字を置く。
校歌
作詞は吉富新一（長崎県立高等女学校教諭）と緒方憲治（初代校長）、作曲は伊藤英一による。
校区
住所表記で「諫早市」の後に「福田町、泉町、金谷町、城見町、天満町、日の出町、本明町、目代町」が続く地域。小学校区は諫早市立北諫早小学校、諫早市立上諫早小学校。

## 沿革
- 1947年（昭和22年）
  - 4月1日 - 学制改革により、「諫早市立北諫早中学校」（現校名）が開校。
    - 独立校舎がなかったため、諫早市立北諫早小学校校舎、諫早女子第二青年学校校舎､新生幼稚園園舎を借用して授業を開始。

  - 6月 - 校歌を制定。
  - 10月 - 校章（帽章・胸章）を制定。
- 1948年（昭和23年）4月 - 元・長崎青年師範学校校舎（現在地）に移転。
- 1950年（昭和25年）2月 - 生徒会憲章を制定。
- 1955年（昭和30年）11月 - 運動場が完成し、諫早市陸上競技場として使用される。
- 1957年（昭和32年）7月 - 諫早大水害で大きな被害を受ける。
- 1964年（昭和39年）
  - 2月 - 女子制服を制定。
  - 5月 - 特殊学級を開設。
- 1968年（昭和43年）6月 - 体育館が完成。
- 1972年（昭和47年）8月 - 水泳プールが完成。
- 1975年（昭和50年）- 運動場に夜間照明設備が完成。
- 1978年（昭和53年）
  - 3月 - 鉄筋コンクリート造4偕建ての本館一部（西側）が完成。
  - 11月 - 本館東側が完成し、移転を完了。
- 1979年（昭和54年）3月 - 特別教室が完成。
- 1984年（昭和59年）4月1日 - 諫早市立明峰中学校を新設分離。永昌町と本野町等の生徒が転出。
- 1992年（平成4年）3月 - パソコンを設置。
- 1993年（平成5年）11月 - 体育館の全面改修工事が完了。
- 2000年（平成12年）9月 - 本館の大改修工事が完了。
- 2001年（平成13年）9月 - 別館の大改修工事が完了。
- 2002年（平成14年）10月 - 第1回楽学祭を開催。
- 2012年（平成24年）10月 - 体育館の耐震化工事が完了。

## アクセス
最寄りの鉄道駅
- JR九州 長崎本線 諫早駅

最寄りのバス停
- 長崎県営バス 北諫早中学校前バス停

## 周辺
- カトリック諫早教会
- 諫早純心幼稚園
- 諫早市立北諫早小学校
- みやま保育園

## 関連事項
- 長崎県中学校一覧